# Luci Antisti Vet (cònsol any 55)
Luci Antisti Vet (en llatí Lucius Antistius Vetus) va ser un magistrat romà, fill de Luci Antisti Vet (cònsol any 28). Era membre de la Gens Antístia, una gens romana plebea i era de la família dels Vet.
Va ser cònsol durant el regnat de Neró, l'any 55. Tres anys després, el 58 va ser comandant d'un exèrcit a Germània junt amb Pompei Paulí i com que la zona estava en pau, per mantenir ocupats als seus homes va projectar unir el riu Mosel·la i l'Arar (Saona) per mitjà d'un canal el que de fet permetria unir la Mediterrània i la mar del Nord a través del Roine i el Saona, fins al Mosel·la i el Rin.
La seva filla es va casar amb Rubel·li Plaute i quan Neró va ordenar la mort d'aquest (any 62) el seu sogre el va urgir a revoltar-se contra l'emperador. Plaute va ser executat, però Antisti Vet es va poder escapar durant un temps. Tres anys després, el 65, Neró va ordenar la seva mort i Vet es va anticipar i es va obrir les venes al bany de casa seva. La seva sogra Sèxtia i la seva filla Pol·lúcia (Pollutia) també es van suïcidar obrint-se les venes juntament amb ell.